# Щогла

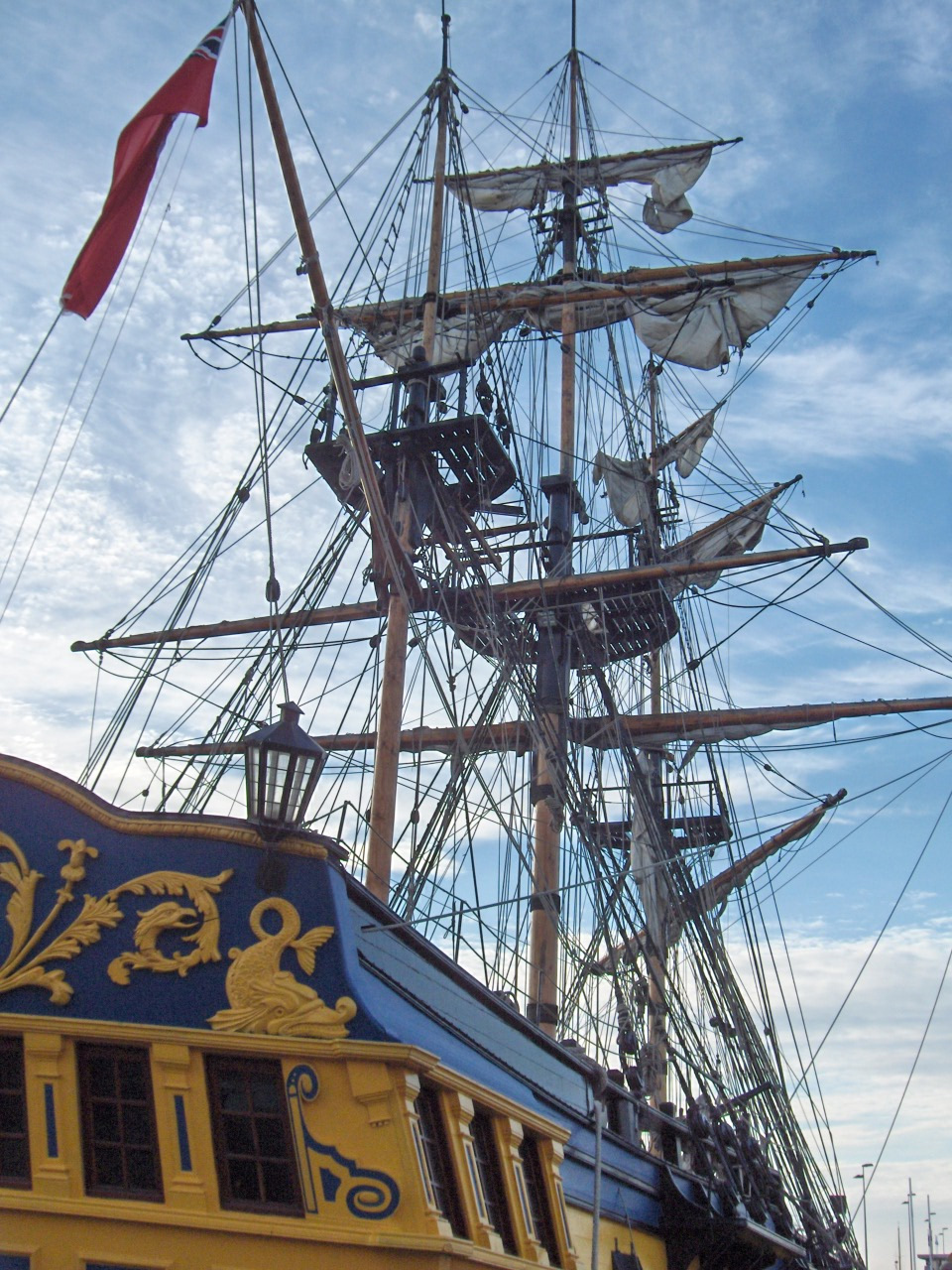
Щогли фрегата Grand Turk

Що́гла — високий стовп, прямовисна (вертикальна) або похила конструкція на вітрильному судні (кораблі), звичайно підтримувана розтяжками. Первісно призначалася тільки для встановлення вітрил; на сучасних суднах з машинним рушієм щогли підтримують радіоантени, світлові прилади й пости спостереження.

## Етимологія
Слово щогла (д.-рус. шегла) вважається запозиченням зі скандинавських мов: від дав.-шв. *sigla («щогла»), яке порівнюють з дав.-ісл. sigla.

## Історія
Спочатку щогла являла собою цільний дерев'яний стовп, укріплений у гнізді палуби й підтримуваний розтяжками — поперечними вантами й поздовжніми штагами. Щогла присутня вже на давньоєгипетських суднах.

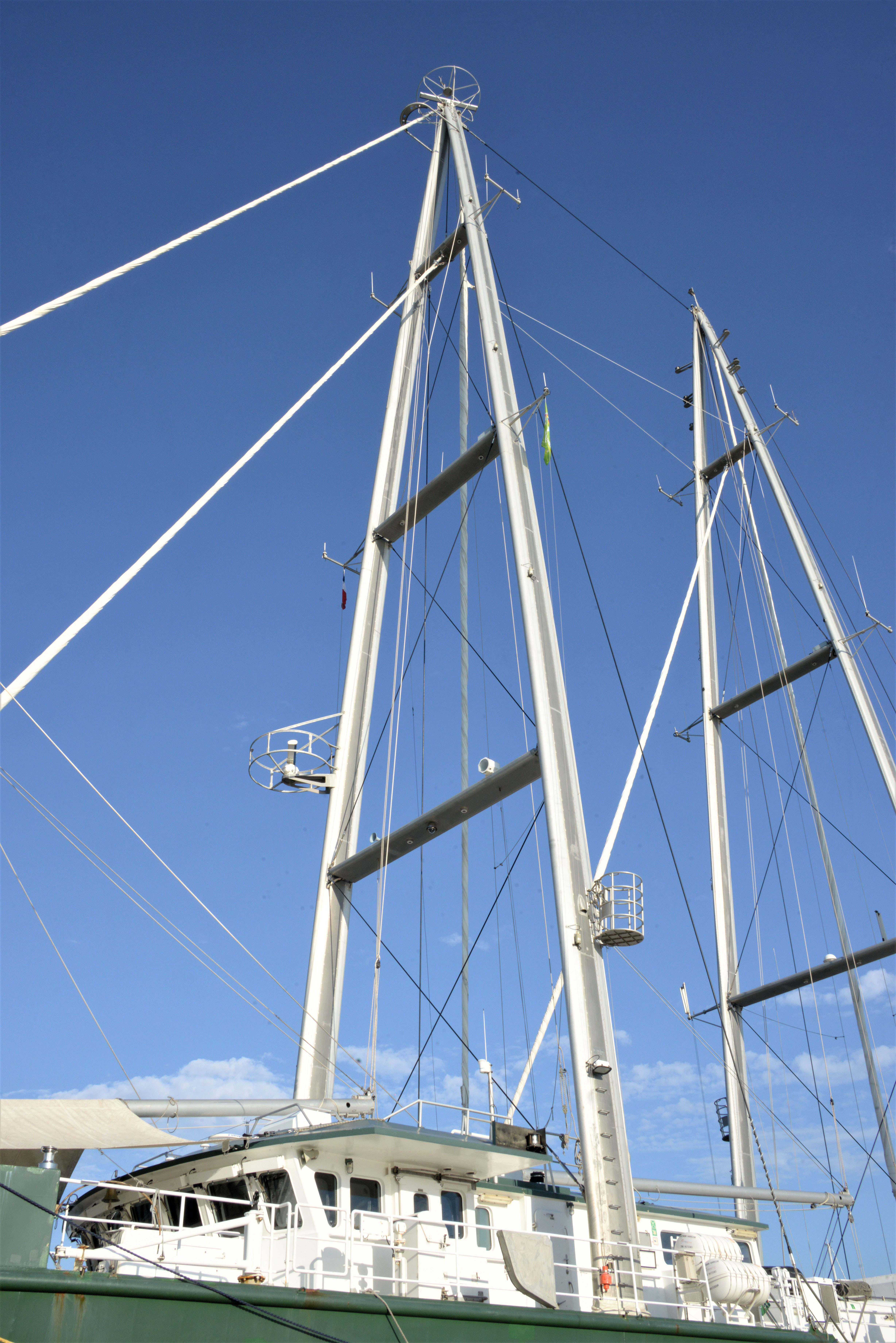
А-подібні щогли вітрильника Rainbow Warrior III

У Європі перші багатощоглові кораблі з'явилися в північному Середземномор'ї: найраніше відоме зображення фок-щогли засвідчено на етруській піксиді з Цере і датується воно серединою VII століття до н. е. Двощогловий торговий корабель з переднім вітрилом на злегка нахиленій фок-щоглі зображений на розписі в етруському похованні 475—450 рр. до н. е.
В епоху вітрильного флоту грали надзвичайно важливу роль як головна частина суднового рушія. Допоміжною функцією щогл було використання їх як спостережних постів («воронячих гнізд»), до щогл античних кораблів, окрім того, кріпилися абордажні ворони, майданчики для обстрілювання противника.
Зі збільшенням кількості вітрил щогли стали складеними, з наставними стеньгами і брам-стеньгами. На перших парових суднах щогли продовжували виконувати функцію несення вітрил, поступово втрачаючи своє значення. У міру розвитку парових суден потреба в вітрильному рангоуті стала зменшуватися, оскільки на суднах із двома і більше двигунами ймовірність зупинки через несправність машини зменшилася. Крім того, осколки великого рангоуту на військових кораблях по руйнуванні його пострілами в бою можуть перебити команду, а його такелаж, потрапивши за борт, може запутатися біля стерна і гвинта. Тому наприкінці XIX століття остаточно відмовилися від вживання рангоуту для вітрил на нових бойових кораблях, залишивши його для таких цілей:
- підйому сигналів;
- розміщення скорострільної артилерії на певній висоті (на бойових марсах);
- розміщення електричного прожектора[5].

Тоді ж дерев'яні щогли були витіснені пустотілими металевими: їхній внутрішній простір служив для вентиляції приміщень, розміщення труби елеватора подачі патронів скорострільних гармат на марси і гвинтових сходів для проходу на них особового складу. Завдяки свому великому діаметру (до 2,4 м на найширшому кінці) щогли майже перестали вимагати застосування вант. Основною функцією таких щогл було спочатку несення бойових марсів, а після відмови від останніх — розміщення далекомірних і оптичних приладів, радіоантен тощо. Металеві щогли могли бути телескопічними: стеньги висувалися з них зсередини. Для підйому важких предметів, що колись здійснювався за допомогою рей (наприклад, шлюпок, розміщених на рострах), стали використовувати вантажні стріли. З переходом на теплові двигуни щогла одержала форму триноги, ажурної або пустотілої металевої вежі.
На сучасних суднах без вітрильного озброєння щогли використовують для цілей зв'язку, сигналізації (наприклад, несення навігаційних вогнів і сигнальних фігур), підтримування вантажних стріл тощо. Крім того, військові кораблі щогли використовують для влаштування на них різних бойових постів з метою збільшення дальності видимості.

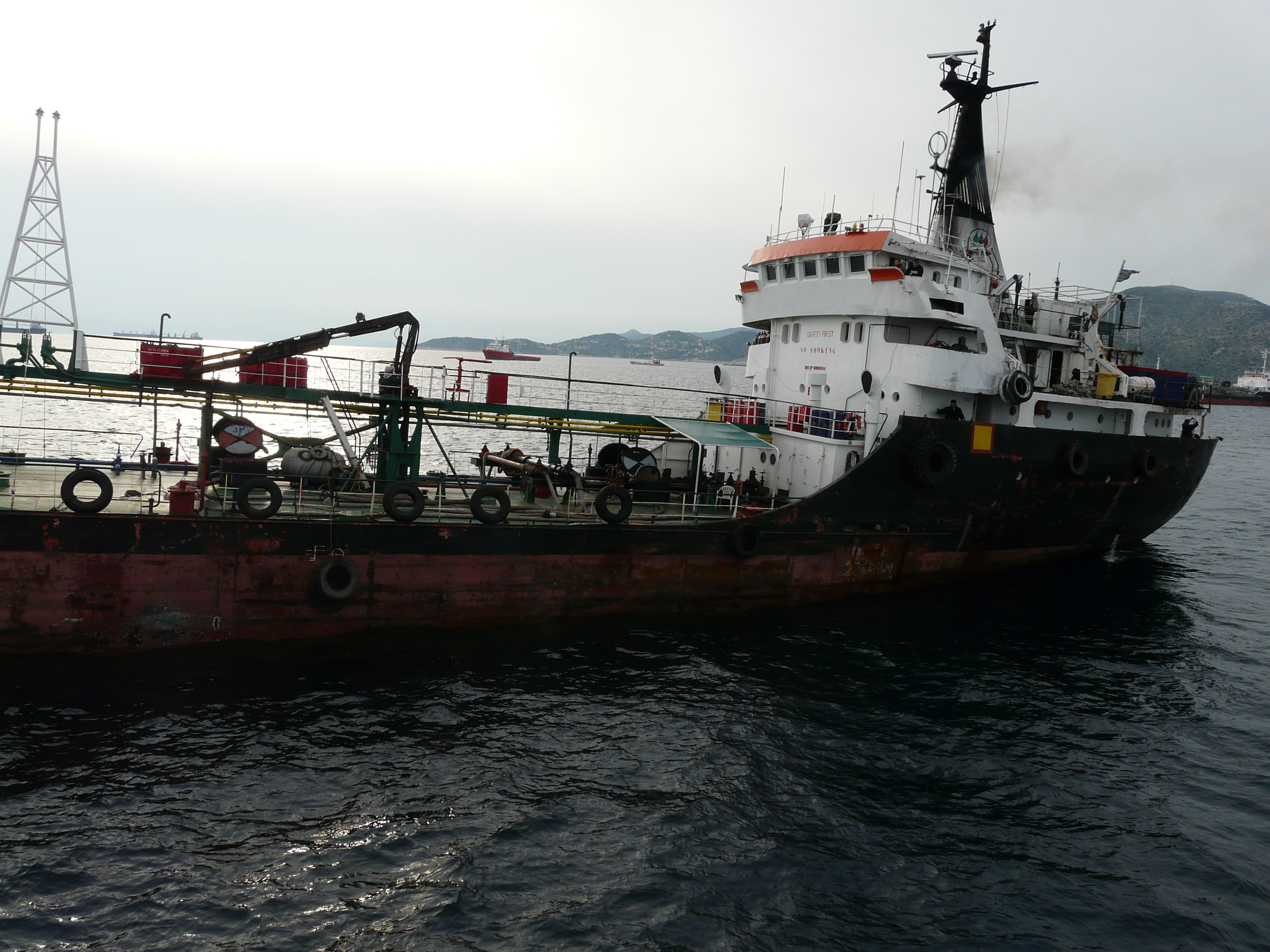
На грецькому бункерувальнику «Agea Zjni III» встановлена димар-щогла. Фото від 27 січня 2007 року.

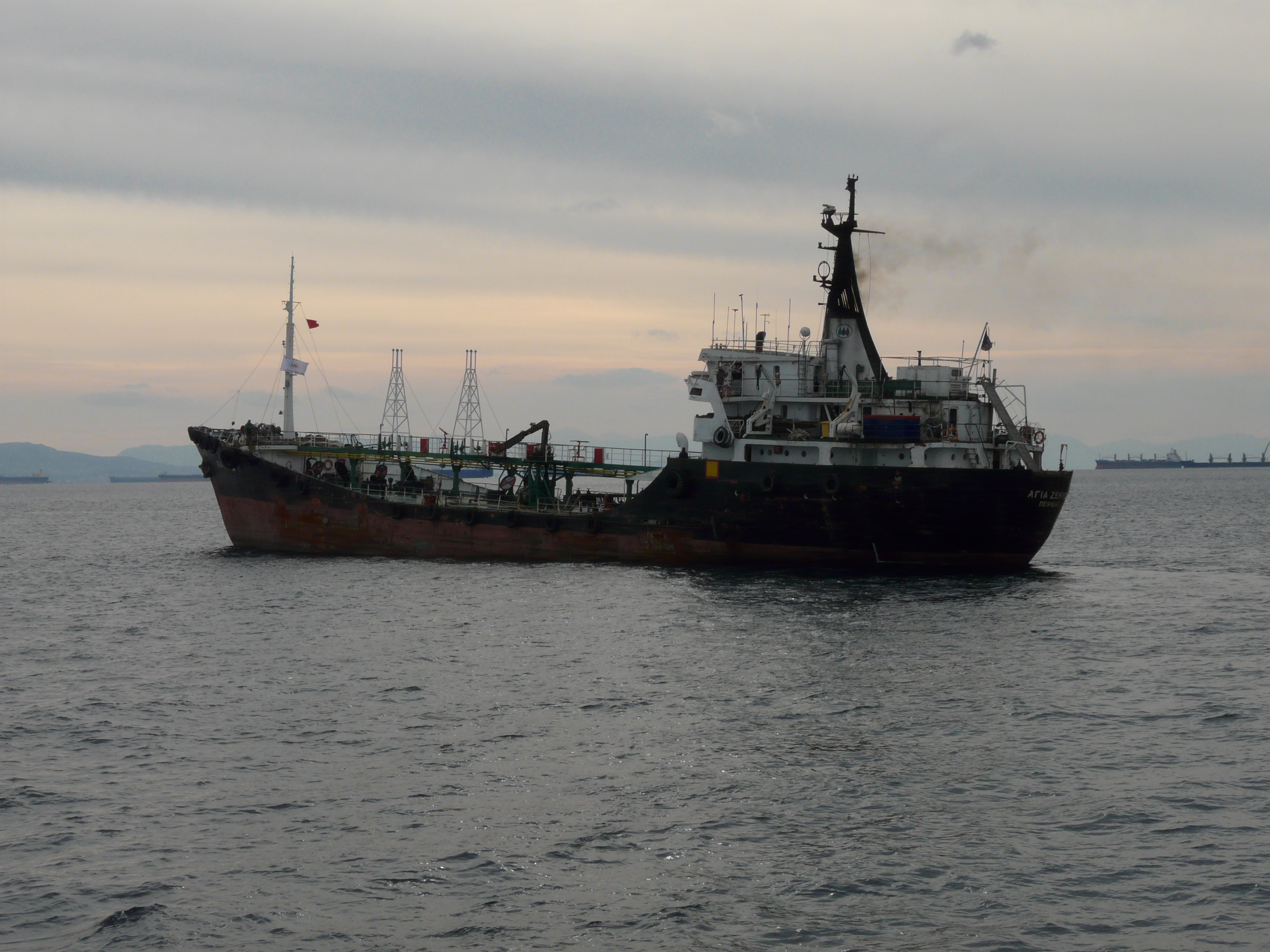
Грецький бункерувальник «Agea Zoni III» з димаром-щоглою вид з корми. Фото від 27 січня 2007 року.

## Класифікація за розташуванням

### Фок-щогла
Перша, рахуючи від носа до корми, щогла на судні з двома або більше щоглами.

### Грот-щогла
Найвища щогла судна незалежно від її місця розташування. Грот-щогла може бути єдиною щоглою судна (наприклад, у суден з вітрильним озброєнням «шлюп», «тендер» і ін.). На дво- або трищоглових суднах вона зазвичай друга, рахуючи від носа судна. На чотири- і більш щоглових суднах «гротами» називають всі щогли між носовою (фок-щоглою) і кормовою (бізань-щоглою), тобто другу, третю та ін. Щоб уникнути плутанини, їх розрізняють за порядковими номерами (від носа до корми — «перша грот-щогла», «друга грот-щогла» тощо). Наприклад, навчальний чотирищогловий барк «Крузенштерн» має фок-щоглу, першу грот-щоглу, другу грот-щоглу й бізань-щоглу.

### Бізань-щогла
Бізань-щогла (від нід. bezaansmast) — назва кормової щогли на три- і більше щогловому судні. На трищоглових суднах бізань завжди третя, на багатощоглових — остання, а всі щогли між бізань-щоглою й фок-щоглою називаються грот-щоглами й різняться порядковим номером. Кормова щогла на двощогловому судні також може називатися бізань-щоглою, якщо носова значно більша за неї й розташована в середині судна.
Приставка «крюйс-» означає приналежність елемента рангоуту або такелажу до бізань-щогли, наприклад, «крюйс-стеньга».

### Бонавентур-щогла
Бонавентур-щогла (фр. bon aventure — «добра пригода») — четверта з носа щогла, що встановлювалася на великих галеонах XVI століття. Як правило, мала латинське озброєння і меншу порівняно з бізанню висоту.

### Трисель-щогла
Трисель-щогла — додаткова тонка щогла, прикріплена паралельно основній ззаду і призначена для розміщення сегарсів гафельного вітрила (триселя). Використовують у випадках, коли товщина основної щогли не дозволяє розміщати сегарси прямо на ній.

### Інші щогли
На вітрильниках із числом щогл понад 3 використовують різні їх позначення. На чотирищоглових барках передня щогла називається фоком, друга — першим гротом, третя — другим гротом, а четверта — бізанню. За іншою системою третя щогла називається, як і звичайно, бізанню, а четверта має назву «джигер-щогли» (англ. jigger-mast). На п'ятищоглових кораблях перша щогла називається фок, друга — грот, третя — «мідель-щогла» (нім. Mittelmast), четверта — «крюйс-щогла» (нім. Kreuzmast), п'ята — бізань-щогла (нім. Besanmast). На п'ятищогловій «Пруссії» перша щогла називалася фок- (Fockmast), друга — грот- (Großmast), третя — «мідель-щогла», четверта — «ахтер-щогла» (Achtermast), «гаупт-щогла» (Hauptmast) або «лайс-щогла» (Laeiszmast), п'ята — «крюйс-щогла». На шестищоглових (наприклад, «Грейт-Істерні») та семищоглових кораблях щогли часто йменувалися за днями тижня. На «Грейт-Істерні» перша щогла називалася «понеділок» (англ. Monday), остання — «субота» (Saturday). На семищогловій шхуні «Томас В. Лоусон» спочатку використовувалася така система: перша щогла називалася фок-, друга — грот-, третя — бізань-щоглою (англ. mizzen-mast), четверта — «спенкер-щоглою» (spanker-mast), п'ята — «джигер-щоглою», шоста — «драйвер-щоглою» (driver-mast), сьома — «пушер-щоглою» (pusher-mast). Пізніше перша щогла стала йменуватися «форкастель-щоглою» (forecastle-mast), друга — фок-щоглою (fore-mast), третя — грот-щоглою (main-mast), четверта — бізань-щоглою, п'ята — «джигер-щоглою», шоста — «спенкер-щоглою», сьома — «ахтер-щоглою» (after-mast). Пізніше найменування щогл неодноразово змінювалися, а в останні місяці існування корабля щогли йменувалися за днями тижня, причому перша називалася «неділею» (Sunday), а остання — «суботою».

## Будова

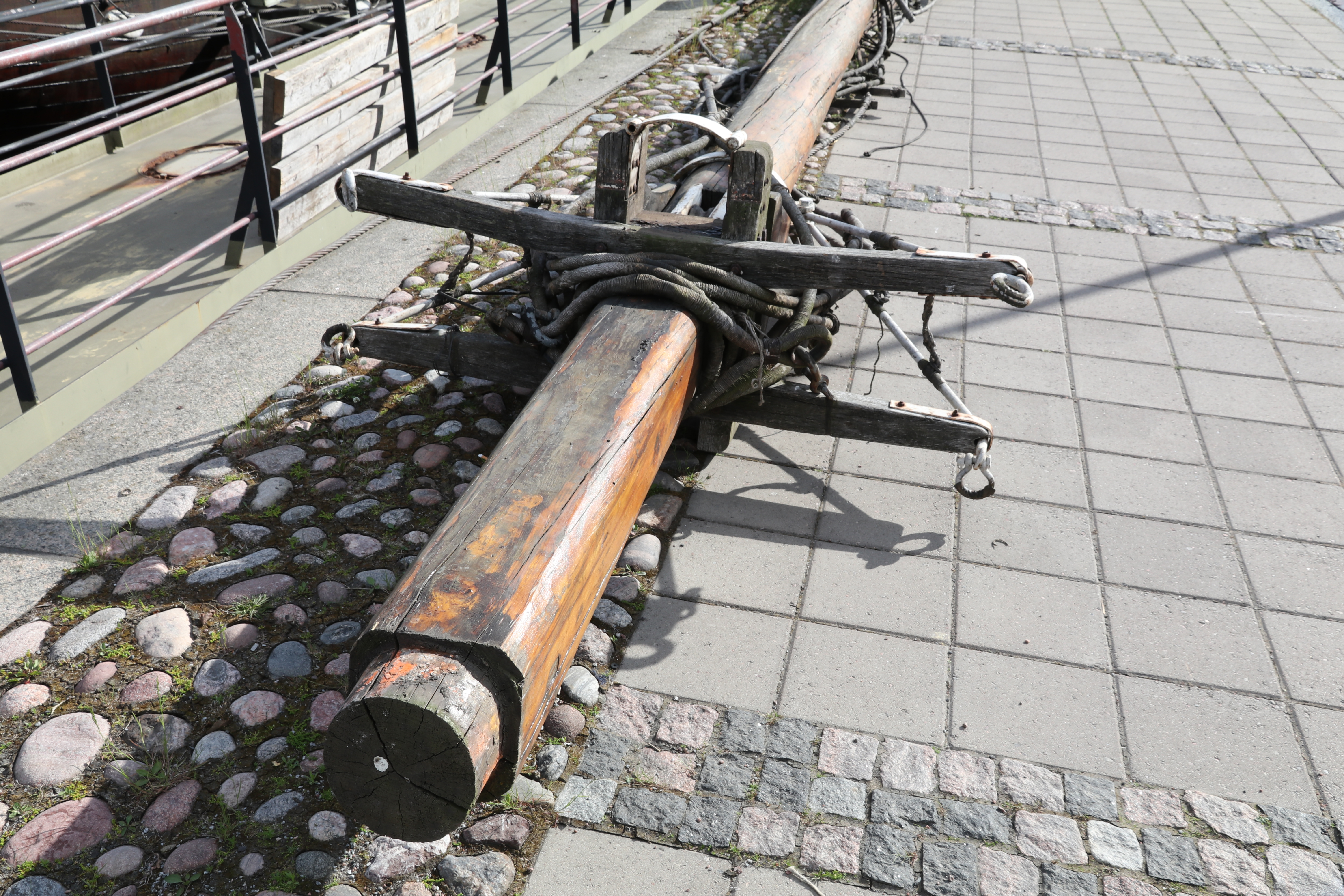
Топ щогли з ахткантами, далі видно лонга-салінги і краспиці для встановлення марса.

Нижній кінець щогли називається шпором (від нід. spoor), верхній — топом. Для закріплення щогли її пропускають через отвір у палубі — п'яртнерс, і закріплюють у гнізді — степсі. Утримують щоглу в діаметральній площині і в площині шпангоутів закріплені на топі розтяжки — стоячий такелаж. На щоглах кріпляться реї, гафелі, гіки. Щоглу, яка не несе рей (може мати замість них гафелі і гіки), називають сухою щоглою. Для кріплення елементів рангоуту і такелажу на щоглах встановлюють бейфути, вертлюги гіків, бугелі з обухами, ракс-бугелі, клотики, качки та ін., на палубі біля щогл можуть розміщати кофель-планки.
Тимчасову щоглу, поставлену замість зламаної, називають фальшивою щоглою.

### Щогли вітрильних суден
Проста щогла
Проста щогла виготовляється з одного стовбура дерева, застосовується на невеликих суднах, шлюпках. На сучасних невеликих вітрильниках, поряд з деревом, застосовуються і інші матеріали.

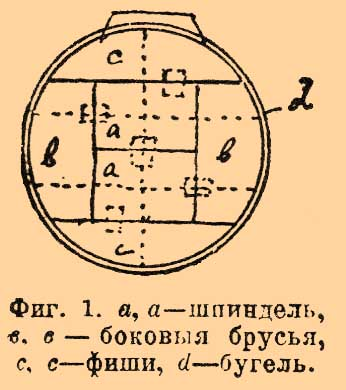
Розріз щогли, складеної з окремих штук дерева

На шлюпках може бути 1 (ял) чи 2 щогли (баркас, катер). Для закріплення щогли на щогловій банці встановлюється намітка — відкидна металева скоба на шарнірі; один кінець намітки закріплений на щогловій банці, другий, відкидний, кріпиться до банки нагелем.
Складена щогла

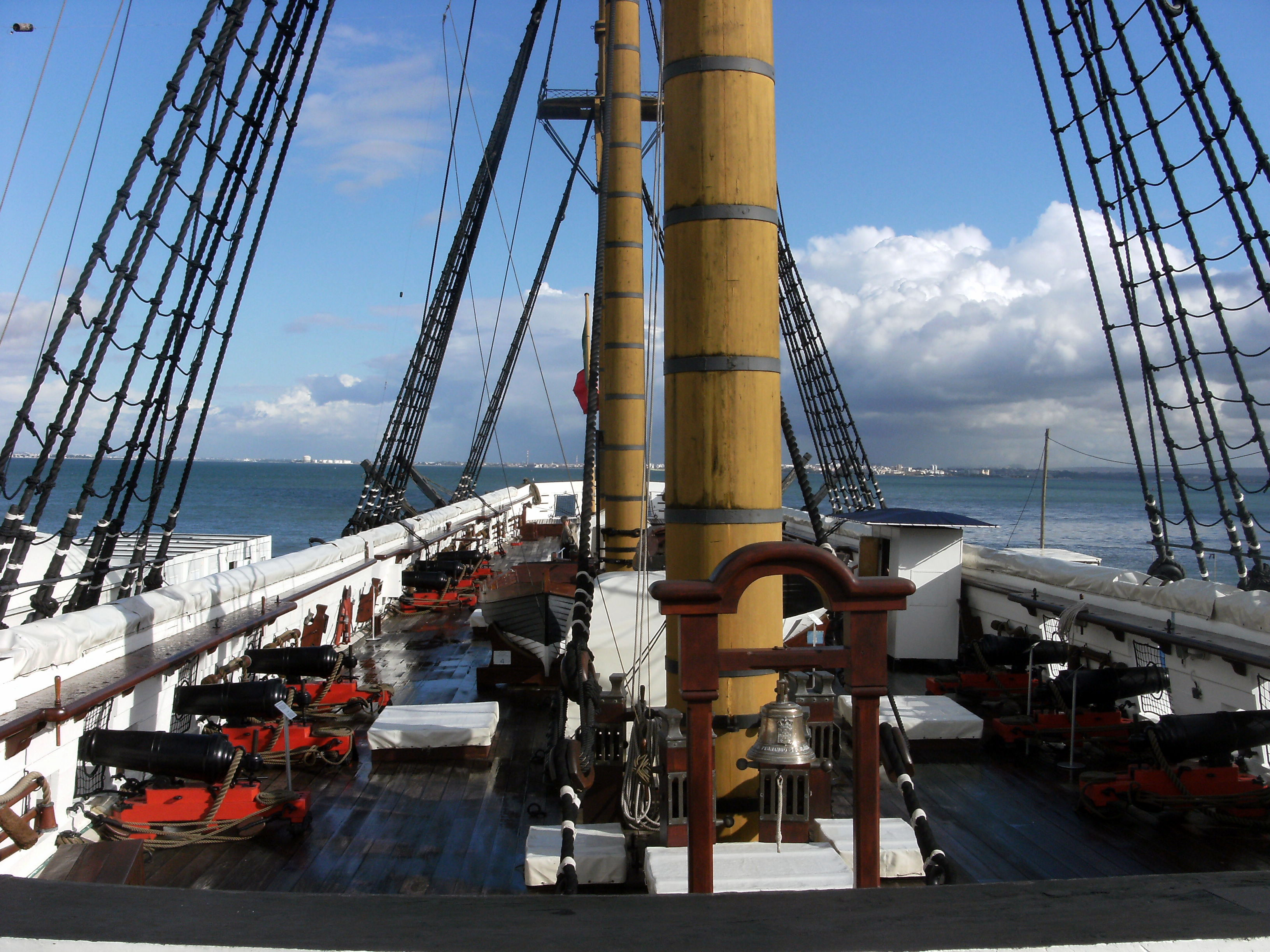
Щогли вітрильного фрегата з бугелями

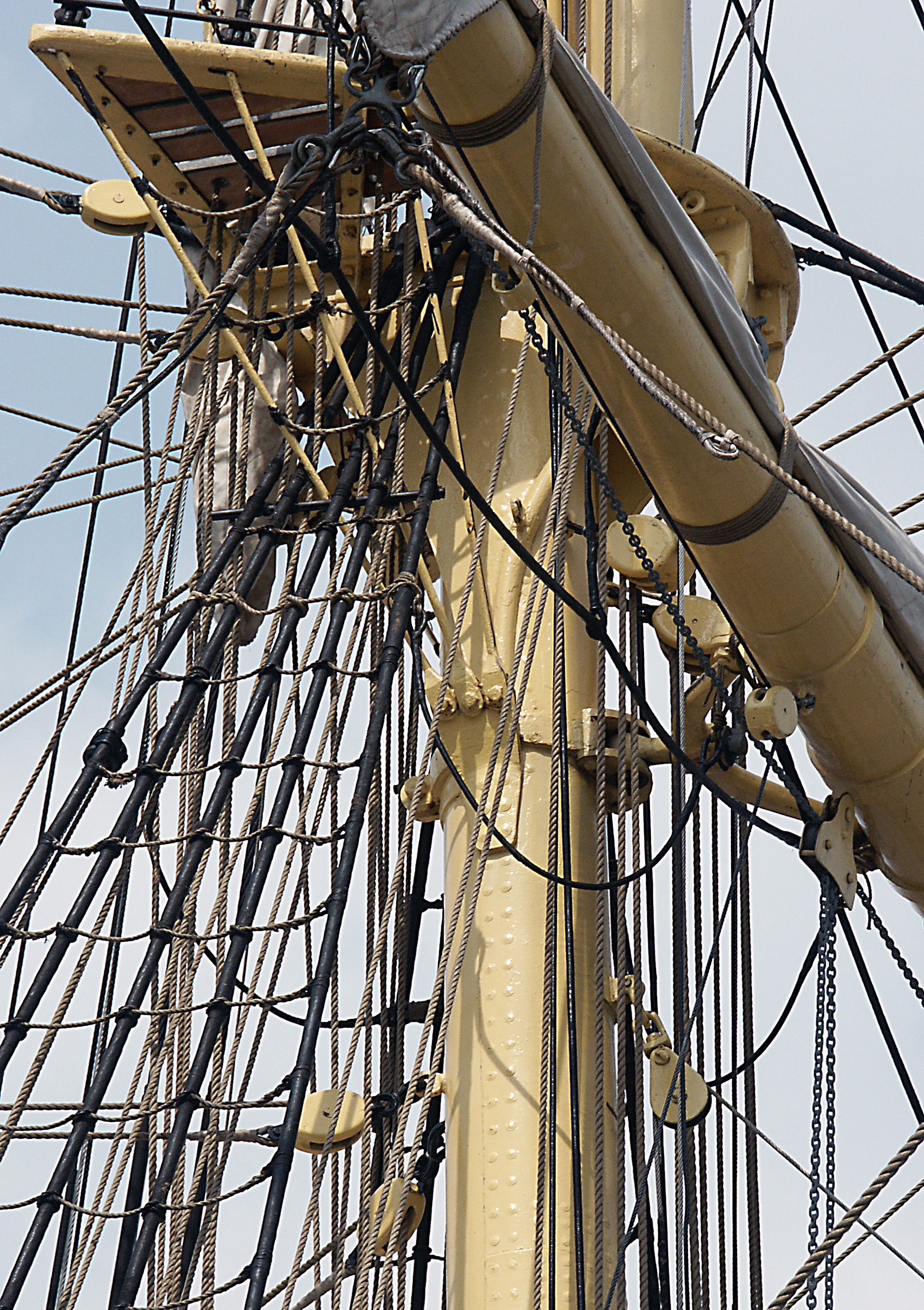
Кріплення реї до щогли бейфутом-вертлюгом

Щогли малих стародавніх суден здебільшого виготовляли з одного цілого стовбура дерева — цільні щогли. Нижня частина щогли, з'єднана безпосередньо із судном — нижня щогла, її продовження — стеньга, ще вище — брам-стеньга і бом-брам-стеньга. З'єднувати рангоутні дерева могли різними способами. Для з'єднання нижніх щогл зі стеньгами і стеньг з брам-стеньгами використовували езельгофт — дерев'яну колодку, що надівалась на топ нижньої щогли, а в отвір її проходив шпор стеньги. Для з'єднання невеликих рангоутних дерев застосовуються і бугелі.
При значному діаметрі нижніх щогл і бушприта вони можуть складатися з окремих дерев'яних деталей, з'єднаних болтами чи нагелями. Вони складалися з 1-2 центральних брусів — шпинделів, бокових брусів і передньої та задньої накладок — носової та кормової фіш (бокові бруси також можуть називатися боковими фішами). Проміжки між деталями закривалися короткими клинами — чаками. Ззовні такі щогли стягали вулінгами (5—6 шлагів троса, покладеного навколо щогли), а з XVIII століття — залізними бугелями (могли бути й дерев'яними).
Звичайно щогли для вітрильних суден виготовляють з ялиці або інших легких смолистих порід дерев: пінії, американської смолистої сосни й т. ін. З XIX століття для виготовлення щогл починають використовувати листовий метал: вони набувають вигляду труб.

Елементи складених щогл:
1 — колона фок-щогли, 2 — фор-стеньга, 3 — фор-брам-стеньга, 4 — фор-бом-брам-стеньга, 5 — фор-трюм-стеньга; 6 — колона грот-щогли, 7 — грот-стеньга, 8 — грот-брам-стеньга, 9 — грот-бом-брам-стеньга, 10 — грот-трюм-стеньга; 11 — колона бізань-щогли, 12 — крюйс-стеньга, 13 — крюйс-брам-стеньга, 14 — крюйс-бом-брам-стеньга, 15 — крюйс-трюм-стеньга

### Щогли суден з паровим, дизельним чи атомним двигуном
На невітрильних суднах, поряд з простими щоглами, використовують А-подібні, триногі, вежоподібні, ажурні та інші конструкції щогл. На військових кораблях щогли називаються бойовими щоглами (зазвичай дві: фок-щогла і грот-щогла), оскільки їх використовують з метою спостереження і сигналоподачі, а також безпосередньо для бойових цілей. Трубчасті щогли виконуються з металевих труб, причому тонкі щогли грають роль допоміжних чи запасних для радіозв'язку і подачі сигналів (або є основними на невеликих кораблях), а товсті трубчасті щогли є основними на великих. Окрім трубчастих, у ролі бойових застосовуються вежоподібні, ажурні, триногі (п'ятиногі, семиногі) щогли.

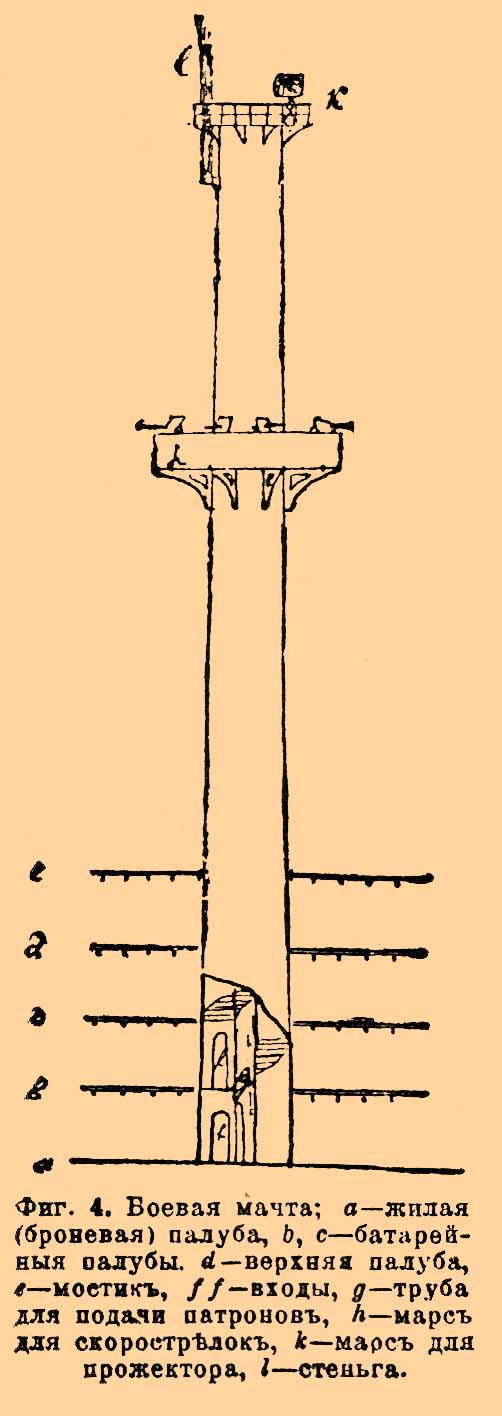
Щогла бойових кораблів кінця XIX — початку XX століть з бойовим і прожекторним марсами

### Щогли яхт
Щогла яхт може бути простою або складеною (зі стеньгою). Шпор щогли у яхт часто кріпиться прямо на палубі: це зменшує навантаження на обшивку в ділянці кіля, крім того, уможливлює зробити щоглу складаною. Степс складаної щогли утворюється двома вертикальними стійками (пасинками), між якими на двох стрижнях кріпиться шпор; вийнявши один зі стрижнів, можна нахилити щоглу поворотом навколо осі другого. На деяких спортивних яхтах пасинки мають вигляд поздовжніх ребер з отворами: переставляючи з одного отвору до іншого один зі стрижнів, можна змінювати нахил щогли.

## Інше
«Щогла» — одне з назв ялиці білої (Abies alba) — представника родини Соснових. Вона пов'язана з тим, що прямі стовбури цього дерева використовували для вироблення щогл.